# Associação medicamentosa
Uma associação medicamentosa ou medicamento composto é um medicamento cuja composição é formada por dois ou mais princípios ativos combinados na forma farmacêutica de dosagem única. Eles são produzidos em larga escala, em oposição aos medicamentos manipulados, que são individualizados de acordo com o paciente.

## Exemplos
Alguns exemplos de associações medicamentosas são:
- Aspirina/paracetamol/cafeína
- Carbidopa/levodopa /entacapona
- Glicose/frutose/ácido fosfórico
- Paracetamol/codeína
- Indacaterol/mometasona

Combinações complexas (quatro ou mais princípios ativos):
- Etambutol/isoniazida/pirazinamida/rifampicina
- Paracetamol/carisoprodol/diclofenaco/cafeína

## Vantagens e desvantagens
As associações medicamentosas possuem algumas vantagens, como facilitar os tratamentos que requerem a ingestão de vários fármacos pelo paciente. Por outro lado, em casos de reações alérgicas, as associações medicamentosas podem dificultar a detecção de qual princípio ativo causou a reação.

### Vantagens
- Aumentam a taxa de adesão ao tratamento, pois reduzem o número de comprimidos que paciente deve ingerir. Isso é importante porque, em uma terapia medicamentosa, o paciente precisa controlar não somente o número de pílulas que precisam ser ingeridas, mas também as dosagens diárias, os horários de ingestão dos medicamentos e as instruções específicas de cada um deles.[3][4]
- Em alguns casos, permitem a formulação de medicamentos mais dinâmicos em relação à farmacocinética, efeitos terapêuticos e efeitos colaterais, pois ocorre sinergia entre os diferentes componentes presentes no medicamento.

### Desvantagens
- Algumas vezes, pode não existir uma associação medicamentosa com dosagens apropriadas para determinado paciente, o que pode fazer com que alguns pacientes recebam muito de um dos princípios ativos e outros recebam pouco, o que limita a capacidade dos médicos de personalizar alguns regimes de dosagem.[5] Em tais casos, uma alternativa terapêutica a se considerar é o tratamento com medicamentos manipulados.
- Se ocorrer uma reação adversa à associação medicamentosa, pode ser difícil identificar o princípio ativo responsável por causar a reação.
- A produção de associações medicamentosas pode enfrentar desafios nos estágios de desenvolvimento de suas formulações, como problemas de compatibilidade entre os princípios ativos e excipientes do medicamento.[6]